# 沃龍基夫齊
49°42′45″N 27°7′46″E / 49.71250°N 27.12944°E
沃龍基夫齊（烏克蘭語：Воронківці）是位於烏克蘭西部的村莊，由赫梅利尼茨基州裡赫梅利尼茨基區的舊康斯坦丁尼夫市鎮負責管轄。該村始建於1545年，面積2.35平方公里，海拔高度287米，2001年人口1,131，人口密度每平方公里481.3人。